# Репново
Репново — деревня в Тейковском районе Ивановской области. Входит в состав Новолеушинского сельского поселения.

## География
Находится в юго-западной части Ивановской области на расстоянии приблизительно 6 км на юг по прямой от районного центра города Тейково.

## История
Отмечена еще на карте 1808 года. В 1859 году здесь (тогда в составе Шуйского уезда Владимирской губернии) было учтено 30 дворов, в 1902 — 29.

## Население
Постоянное население составляло 188 человек (1859 год), 244 (1902), 39 в 2002 году (русские 95 %), 22 в 2010.